# Liolaemus cranwelli
Liolaemus cranwelli är en ödleart som beskrevs av  Donoso-barros 1973. Liolaemus cranwelli ingår i släktet Liolaemus och familjen Tropiduridae. Inga underarter finns listade i Catalogue of Life.